# Biserica de lemn din Valea Mare de Criș

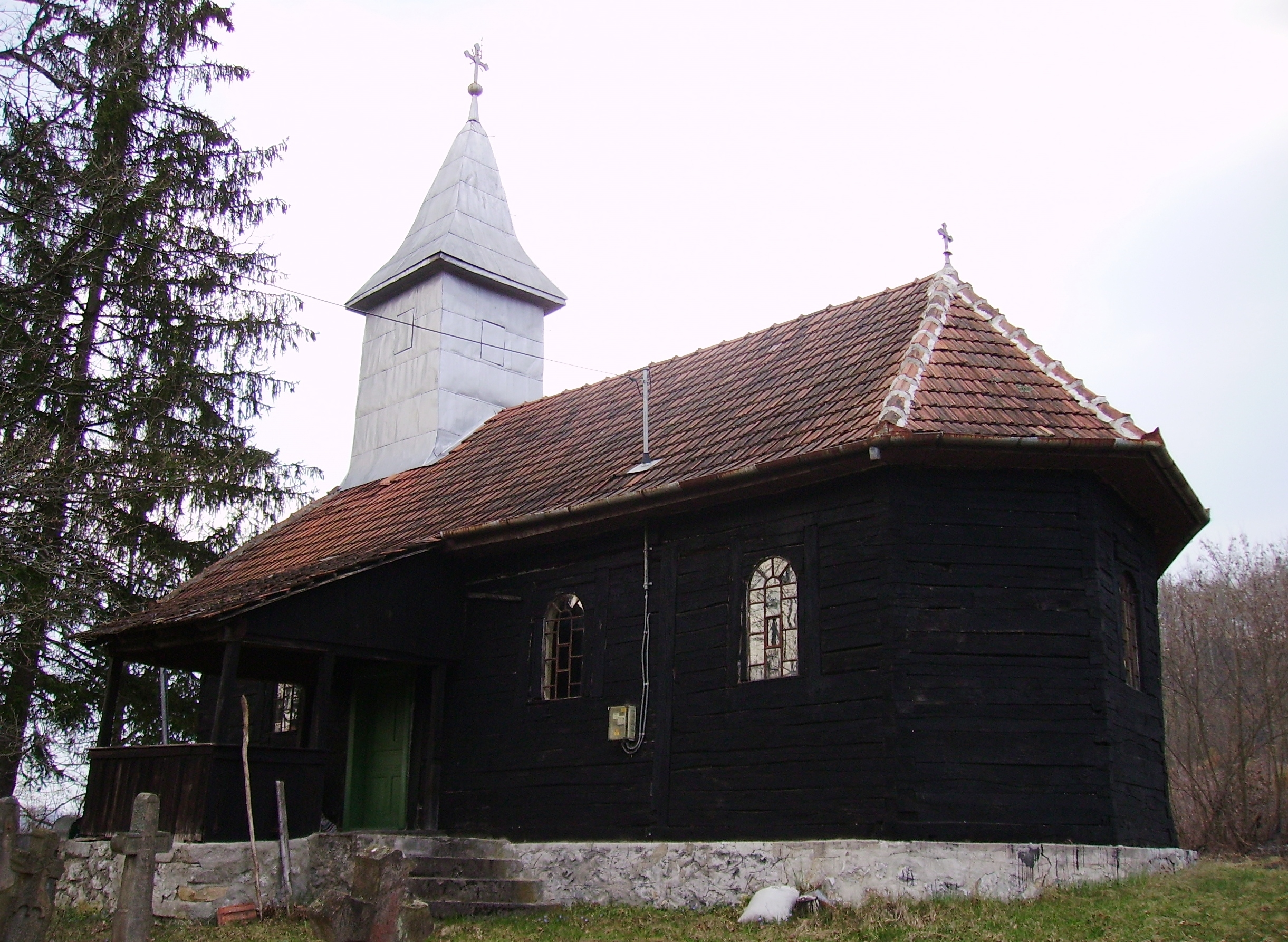
Biserica de lemn din Valea Mare de Criș, comuna Tomești, județul Hunedoara, foto: martie 2009.

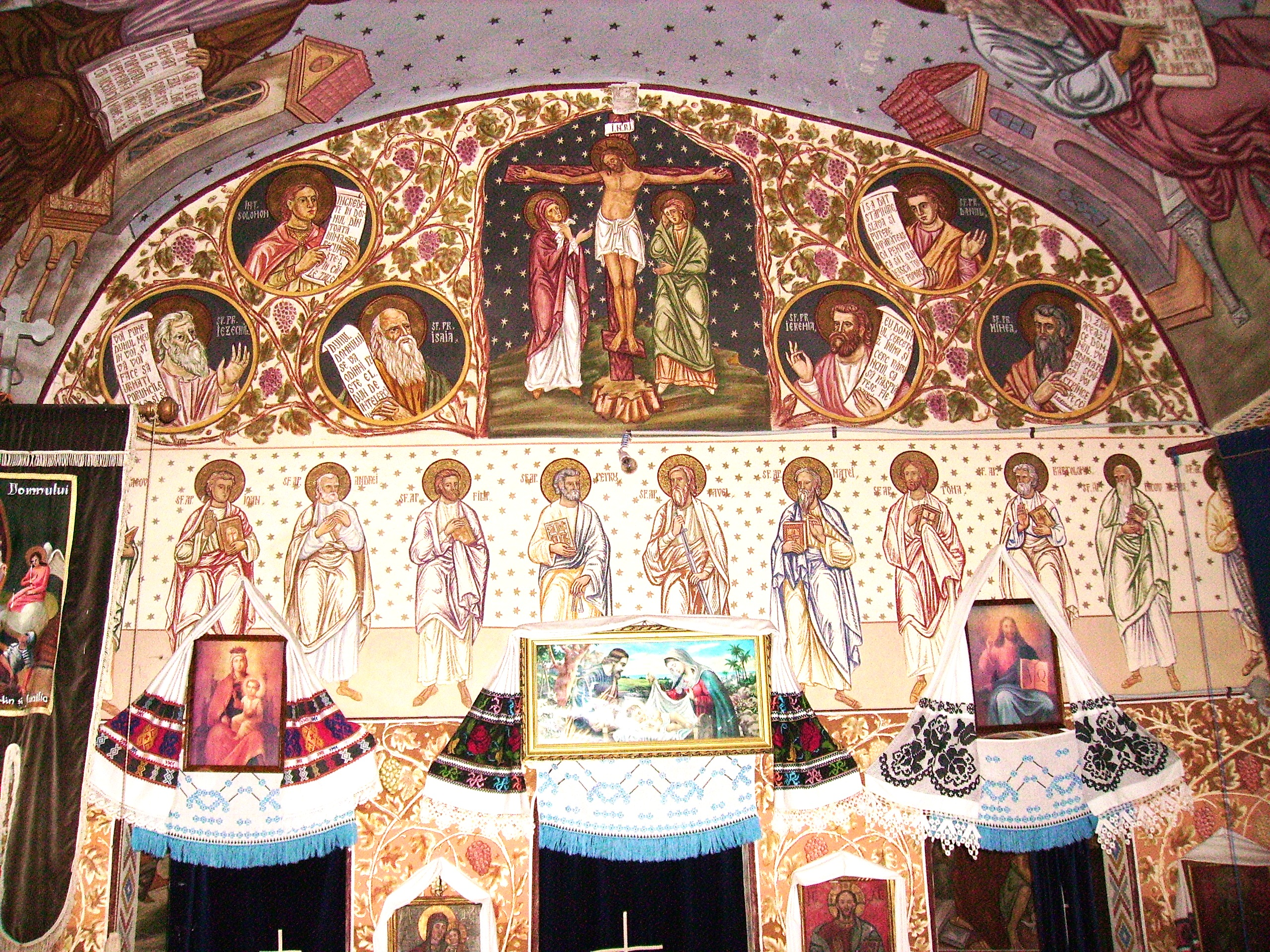
Iconostasul

Biserica de lemn din Valea Mare de Criș, comuna Tomești, județul Hunedoara, a fost ridicată în prima jumătate a secolului al XIX-lea. Are hramul „Duminica Tuturor Sfinților” și nu figurează pe noua listă a monumentelor istorice.

## Istoric și trăsături
Biserica din cătunul depopulat Valea Mare de Criș (în 2009 mai erau doar patru locuitori) prezintă ca planimetrie un dreptunghi, cu terminația răsăriteană nedecroșată, poligonală, cu trei laturi. Întrucât nici conscripțiile epocii moderne și nici harta iosefină a Transilvaniei (1769-1773) nu atestă existența vreunui lăcaș de cult în dreptul acestei localități, se poate presupune că biserica, cea dintâi a obștii, a fost ridicată în prima jumătate a secolului al XIX-lea; prezența câtorva icoane valoroase, atribuite zugravului zărăndean Constantin din Rișca, ar putea modifica însă această cronologie. Amplei renovări din anii 1955-1959, i se datorează adosarea pridvorului deschis sudic (altă ușă se găsește pe latura apuseană), înlocuirea șiței clasice cu țiglă, învelirea turnului-clopotniță scund în tablă (reînnoită în 2008) și tencuirea suprafeței interioare a bârnelor, urmată de împodobirea iconografică a suportului mural rezultat; ultimele reparații s-au desfășurat în anul 2000.